# Mathurin Le Crom
Pour l’article homonyme, voir Le Crom.
Mathurin Marie Le Crom est un homme politique français né le 27 septembre 1800 à Crédin (Morbihan) et décédé le 17 avril 1876 à Vannes (Morbihan).

## Biographie
Prêtre, il est professeur de théologie au grand séminaire de Vannes. Chanoine de la Cathédrale, il est député du Morbihan de 1849 à 1851, siégeant à droite.

## Sources
- « Mathurin Le Crom », dans Adolphe Robert et Gaston Cougny, Dictionnaire des parlementaires français, Edgar Bourloton, 1889-1891 [détail de l’édition]
- Sa fiche sur le site de l'Assemblée nationale